# Lasse Frisk
Lasse Frisk, född 1945, är en svensk keramiker.
Lasse Frisk har innehaft egen verkstad sedan 1970, från 1981 verksam i Ödeshög. Han har skapat skulpturer där han kombinerat glas och keramik. Frisk formgav tillsammans med Amie Stålkrantz Hagdahlsservisen för Hagdahlsakademien i Östergötland. Han har utfört offentliga utsmyckningar i Ödeshög, Linköping och Norrköping.